# Höhlentempel von Toyuq

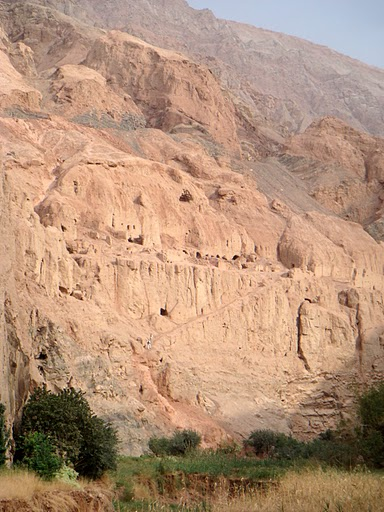
Felswand mit buddhistischen Höhlen bei Tuyuⱪ

Die Höhlentempel von Toyuq (bzw. Toyok, Toyoq u. a.; chinesisch 吐峪溝石窟 / 吐峪沟石窟, Pinyin Tǔyùgōu shíkū) sind buddhistische Höhlentempel in Xinjiang (Sinkiang), der westlichsten Provinz Chinas.
Die Tempel befinden sich bei Turpan im Kreis Piqan (鄯善县) und sind nach der Gemeinde Toyuq benannt. Die frühesten stammen aus dem 5. Jahrhundert, die spätesten aus dem 9. bis 14. Jahrhundert, der Zeit des altuigurischen Staates Gaochang. Sie stehen seit 2006 auf der Liste der Denkmäler der Volksrepublik China (6-873).